# Gabbur, Devadurga
Gabbur là một làng thuộc tehsil Devadurga, huyện Raichur, bang Karnataka, Ấn Độ.